# キル・ラージ・レグミ

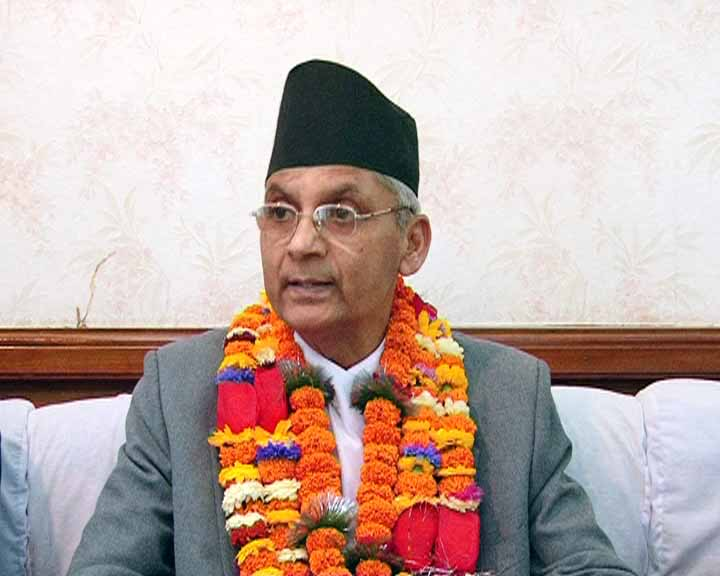
キル・ラージ・レグミ

キル・ラージ・レグミ（ネパール語：खिलराज रेग्मी, Khil Raj Regmi, 1949年5月31日  - ）は、ネパール最高裁判所の長官。選挙管理内閣の議長でもあり、事実上の首相（2013年3月14日 - 2014年2月10日）でもあった。
パルパ郡の生まれ。トリブバン大学卒。